# Paul-Pfinzing-Gymnasium

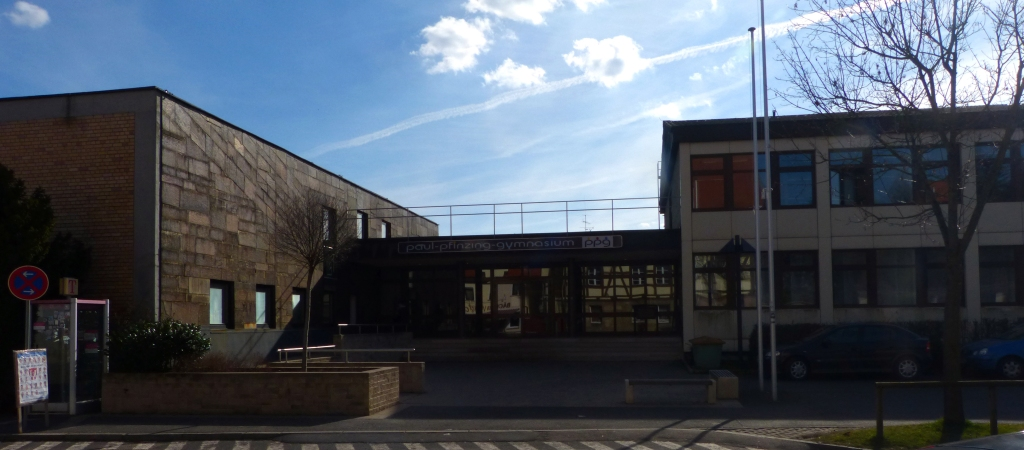
Haupteingang an der Amberger Straße

Das Paul-Pfinzing-Gymnasium ist ein Gymnasium im mittelfränkischen Hersbruck. Es ist nach dem Nürnberger Patrizier Paul Pfinzing benannt, der 1594 den Pfinzing-Atlas über das Nürnberger Territorium schuf.
Das Gymnasium hat einen naturwissenschaftlich-technologischen, einen neusprachlichen sowie einen musischen Zweig. Im Schuljahr 2023/24 wurde das Gymnasium von etwa 770 Schülern besucht.

## Geschichte
Die Geschichte des Hersbrucker Gymnasiums lässt sich bis ins Jahr 1418 zurückverfolgen. Damals war es noch eine Lateinschule, die 1535 eine neu verfasste Schulordnung erhielt. Den Dreißigjährigen Krieg überstand die Schule ohne Schaden. 1735 erhielt sie einen Neubau. Die Erhebung zum Progymnasium mit Realklassen im Jahr 1903 wurde mit dem zweiten Neubau in der Amberger Straße (heute Emil-Held-Haus) bezogen. 1963 fand die Schule, inzwischen Oberrealschule geworden, ihren endgültigen Standort in der Amberger Straße 30. Ein Erweiterungsbau von 1983 wurde durch einen Neubau 1998 ergänzt und den Erfordernissen einer modernen Schule angepasst.

## Allgemeines
- Seit Juli 2001 existiert am Paul-Pfinzing-Gymnasium ein Schulsanitätsdienst (Schüler der 8., 9., 11. und 12. Jahrgangsstufe mit der Ausbildung zum Sanitäts(erst)helfer).
- Das PPG gestaltet eine Schülerzeitung (HUGO)[3] und ein Schülerradio (Paule).[4]
- Auch schulextern sehr beliebt sind die zahlreichen Musikgruppen unter Führung der Musiklehrer des Gymnasiums.
- Das Gymnasium ist als MINT-EC-Schule berechtigt, Schülern das MINT-EC-Zertifikat zu erteilen.[5]

## Partnerschulen
Seit 1982 gibt es einen Schüleraustausch mit der französischen Partnerschule Collège Notre Dame de Bourgenay in Les Sables-d’Olonne. Weitere Partnerschulen sind in Bergen, Norwegen (Amalie Skram VGS), in Italien und in Gran Canaria.

## Schulgebäude

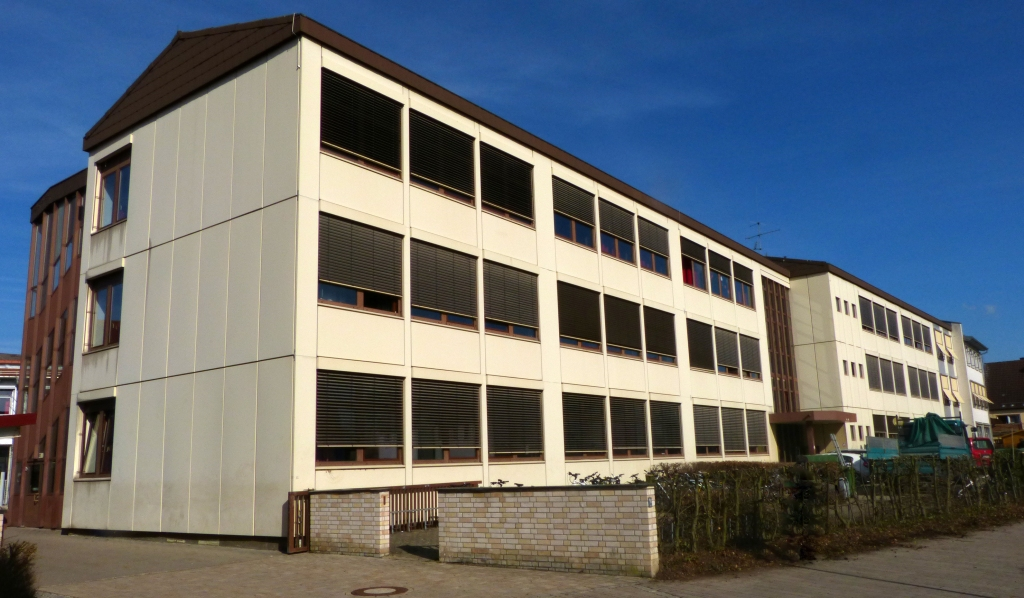
Klassentrakt von Süden gesehen

Das Gebäude verfügt über drei Stockwerke mit zwei Pausenhallen bzw. Aulen. Außerdem sind zwei Informatikräume mit Computern vorhanden. In den letzten Jahren musste das Schulgebäude wegen einer enorm steigenden Schülerzahl immer wieder neu ausgebaut werden. Seit Mai 2006 sind auch zeitweise Pavillons als Aushilfe für die fehlenden Räume aufgestellt worden. Im September 2007 wurde eine neu erbaute Mensa dem Betrieb übergeben. Ende Februar 2010 wurden die Pavillons entfernt und mit dem Anbau von sechs neuen Klassenzimmern begonnen, die zu Beginn des Schuljahres 2010/11 fertiggestellt wurden. Des Weiteren befinden sich in allen Klassenräumen (außer in den Fachräumen) interaktive Whiteboards.

## Ehemalige Lehrer
- Thomas Lang (* 1973), Politiker (FW) Bürgermeister von Lauf an der Pegnitz

## Ehemalige Schüler
- Elmar Hayn (* 1971), Politiker (Bündnis 90/Die Grünen), MdL
- Armin Kroder (* 1973), Politiker (FW), Landrat